# Kiel
För andra betydelser, se Kiel (olika betydelser).

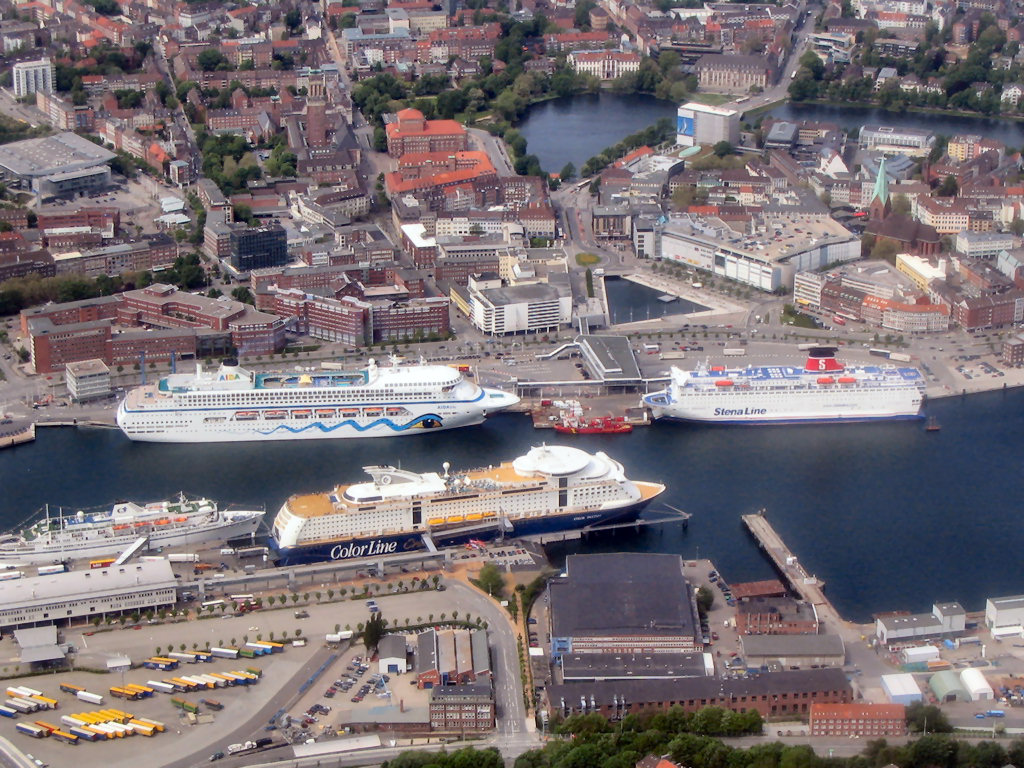
Kiels hamn med bland annat Stena Line-färjan.

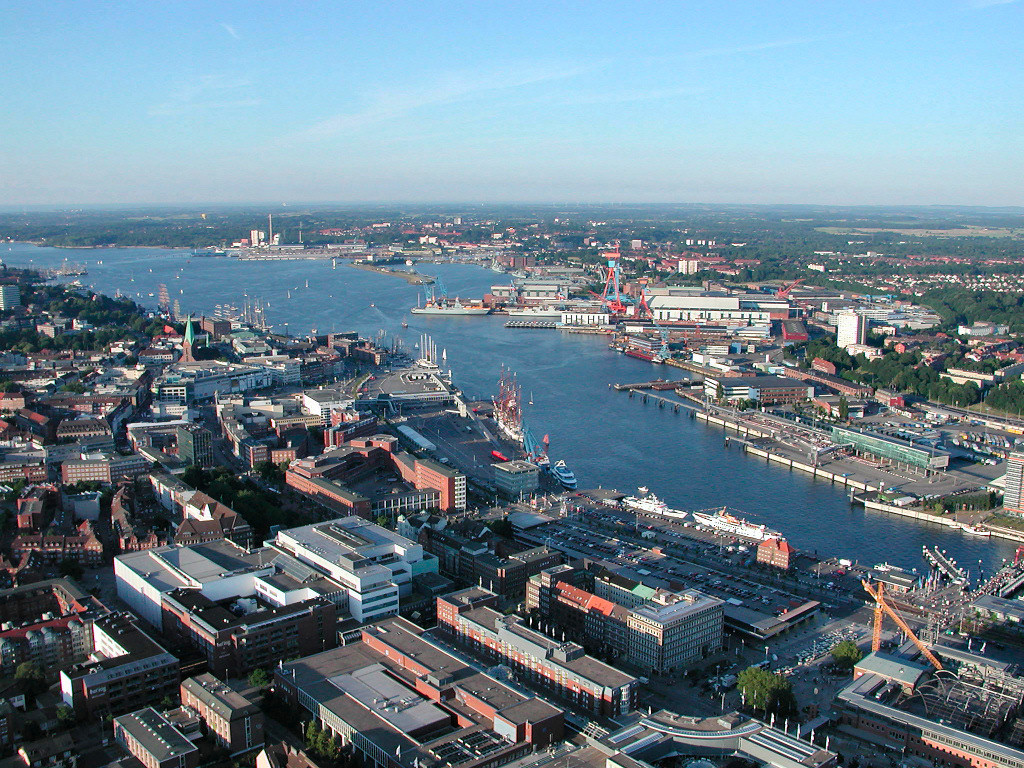
Kiels hamn.

Kiel är huvudstad i det nordtyska förbundslandet Schleswig-Holstein. Kiel är den största staden i Schleswig-Holstein och en traditionsrik universitets- och marinstad. Kiels hamn är en av de viktigaste i Östersjöområdet och har stor betydelse för fjärrtrafiken till och från Skandinavien.

## Historia
Kiel anlades av Adolf IV av Schauenburg och erhöll lybsk statsrätt 1242. 1283 kom Kiel med i Hansan men uteslöts ur hansaförbundet 1518 efter anklagelser om sjöröveri. Staden hämmades starkt i sin utveckling av de närbelägna hansestäderna Lübeck och Hamburg. Den erhöll som residensstad för de Holsteinska grevarna viss lokal betydelse. Staden brändes dock ett flertal gånger under trettioåriga kriget av såväl svenska som kejserliga trupper.
1665 grundades Kiels universitet Christian-Albrechts-Universität (CAU). 1773 hamnade Kiel under den danske kungen. Under Kosackvintern (på grund av några kosacker i det svenskt-danskt-ryska häret) i december 1813 intogs Kiel av Sverige. 1814 hamnade Kiel åter under danskt styre, och förblev så fram till dansk-tyska kriget 1864. 1815 blev Kiel medlem i det tyska förbundet. 1806 hade det heliga tysk-romerska riket upphört att existera. 
1865 flyttades Danzigs marinbas till Kiel och detta inledde stadens utveckling till storstad. Marinens närvaro ledde till en stark utveckling för mekaniska verkstäder och skeppsvarv som Krupp Germaniawerft och det som idag är HDW. I samband med grundandet av det tyska riket 1871 blev Kiel en Reichskriegshafen ("rikskrigshamn"). Mellan 1899 och 1910 fördubblades befolkningen från 100 000 till 200 000, då varvsindustrin blomstrade genom stora order från bl.a. den tyska marinen. 1895 öppnades Kielkanalen under namnet Kaiser-Wilhelm-Kanal vilket innebar Kiels uppgång till den tyska marinens huvudhamn. 
1918 startades matrosupproret i Kiel som blev startskottet för revolutionen som ledde fram till Weimarrepublikens grundade. 
Efter första världskriget hamnade Kiel i en ekonomisk nedgång. Stadens stora industri för marinen försvann till stora delar som följd av Versaillesfördraget. Under 1930-talet startade nazistregimens en militär upprustning som ledde till att Kiel gick bättre ekonomiskt. Kiels viktiga läge för den tyska marinen och dess rustningsindustrier ledde till massiva bombningar av staden under andra världskriget. 
1945 hamnade Kiel under brittisk ockupation och 1946 blev Kiel huvudstad i förbundslandet Schleswig-Holstein. Efter kriget kom många tyska flyktingar från Baltikum, Ost- och Västpreussen, Pommern och Mecklenburg till Kiel.

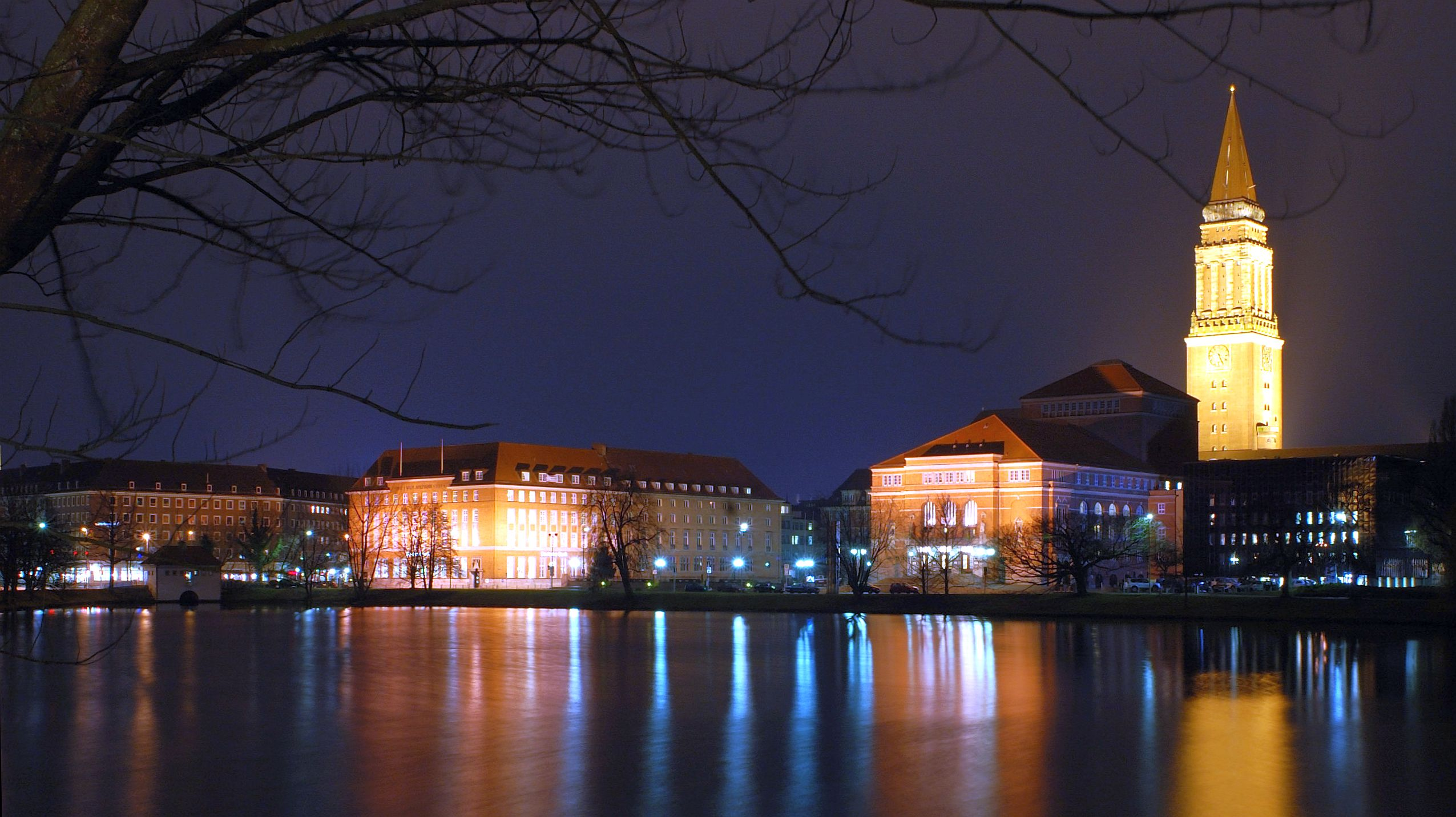
Kiel Rathaus
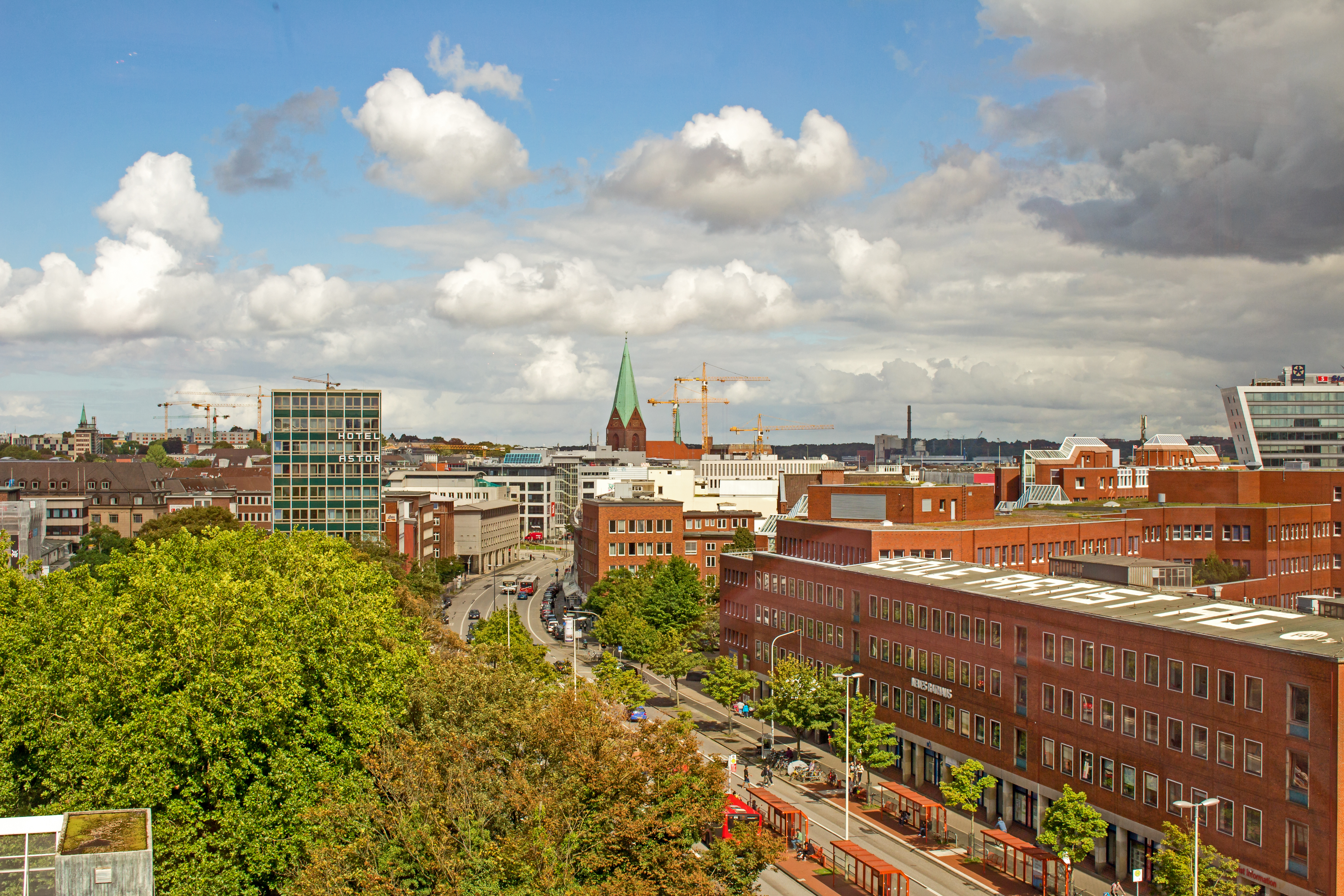
Panorama:innerstad
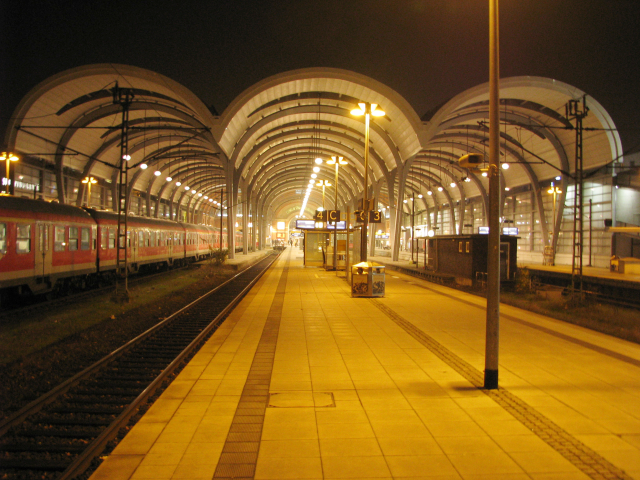
Kiel centralstation

## Kommunikationer

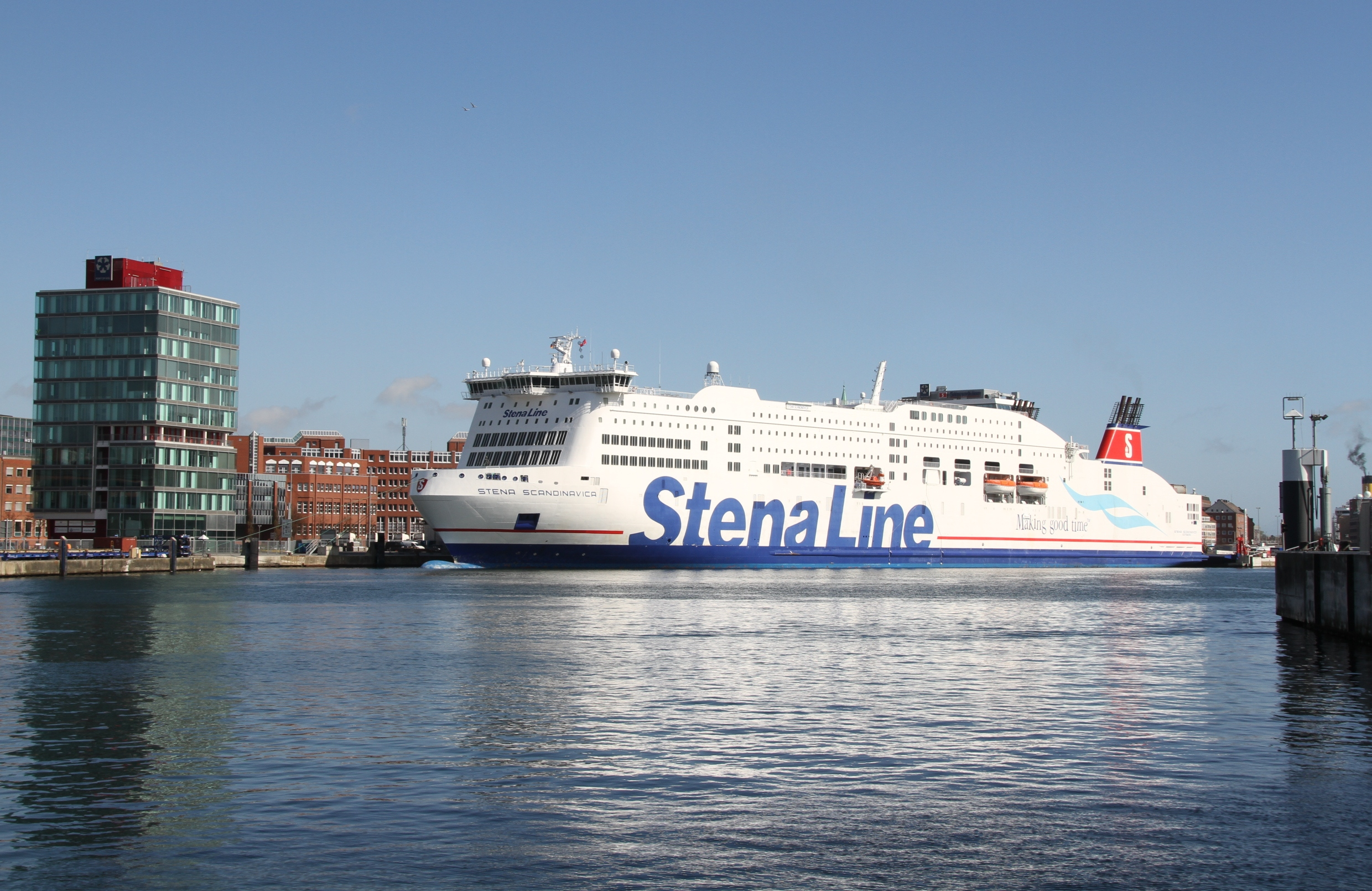
Stena Scandinavica i Kiels hamn.

Kiel är en av Tysklands viktigaste hamnstäder och hit går färjor från bland annat Norge och Sverige. Stena Line trafikerar dagligen mellan Göteborg och Kiel (Schwedenkai som ligger centralt). Color Line trafikerar dagligen mellan Oslo och Kiel (Oslo-Kai). Antingen åker man bara över till Kiel för att handla eller så tar man med bilen och fortsätter ner i landet, eller åker tåg vidare.

## Näringsliv
Kiel har traditionellt präglats av varvsindustrin där man tillhört Europas stora, bland annat genom Howaldtswerke Deutsche Werft AG. Idag finns delar av varvsindustrin kvar men Kiel är idag framförallt en stad knuten till tjänstesektorn.

## Marinen i Kiel
Den tyska marinen har sedan mitten av 1800-talet spelat en viktig roll i staden och gör det fortfarande, trots att Tyskland under senare år minskat storleken på den tyska marinen. Kiel är hemmahamn för den tyska marinens skolfartyg Gorch Fock.

## Sport

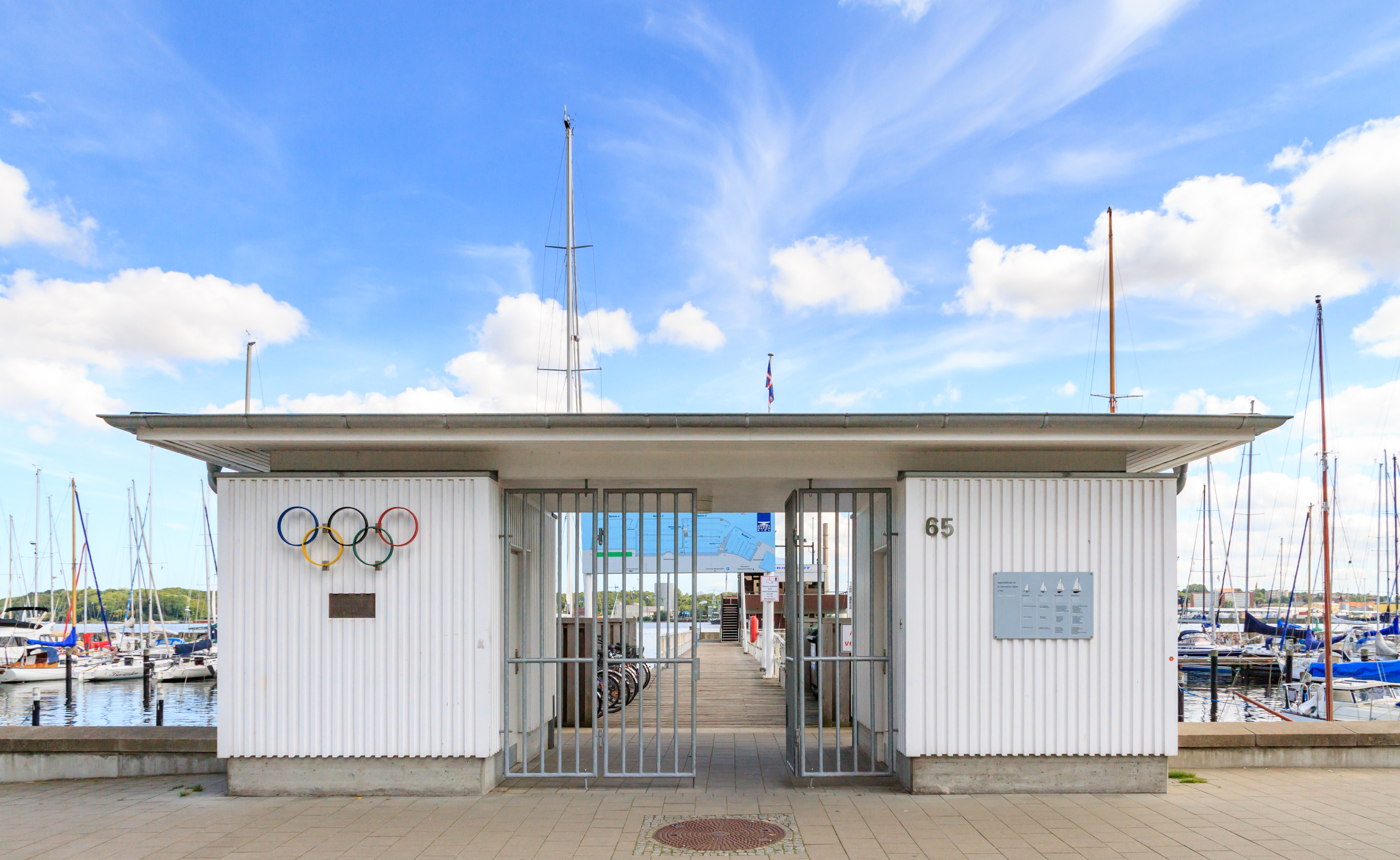
Kiels olympiahamn från 1936.

Den mest populära sporten i Kiel är handboll genom THW Kiel som under många år varit en av Tysklands bästa klubbar och som även är en av världens bästa klubbar genom att vinna Champions league 2007, 2010, 2012 och 2020. Klubben har också nått final i samma turnering 2000, 2008, 2009 och 2014. Klubben har en mycket trogen fanskara från Kiel med omnejd samt tunga sponsorer som borgar för framgång. I klubben har flera svenska handbollsstjärnor spelat, bland andra Staffan Olsson, Magnus Wislander och Stefan Lövgren.
Hamnstaden Kiel präglas också av segling och Kiel tillhör världens stora seglingscentra. Varje år arrangeras Kieler Woche som är världens största seglingstävling. Vid olympiska sommarspelen 1936 och olympiska sommarspelen 1972 hölls seglingstävlingarna i OS här. Den seglingshamn som användes 1936 ligger nära centrum medan den som stod klar inför spelen 1972, Schilksee, ligger längre ut i hamnen.
Holstein Kiel är staden mest framgångsrika fotbollslag. Laget spelade i Bundesliga 2024/25 men åkte ner. 1912 blev man tyska mästare. Idag spelar man i  2. Bundesliga.

## Sevärdheter
- Kiels hamn

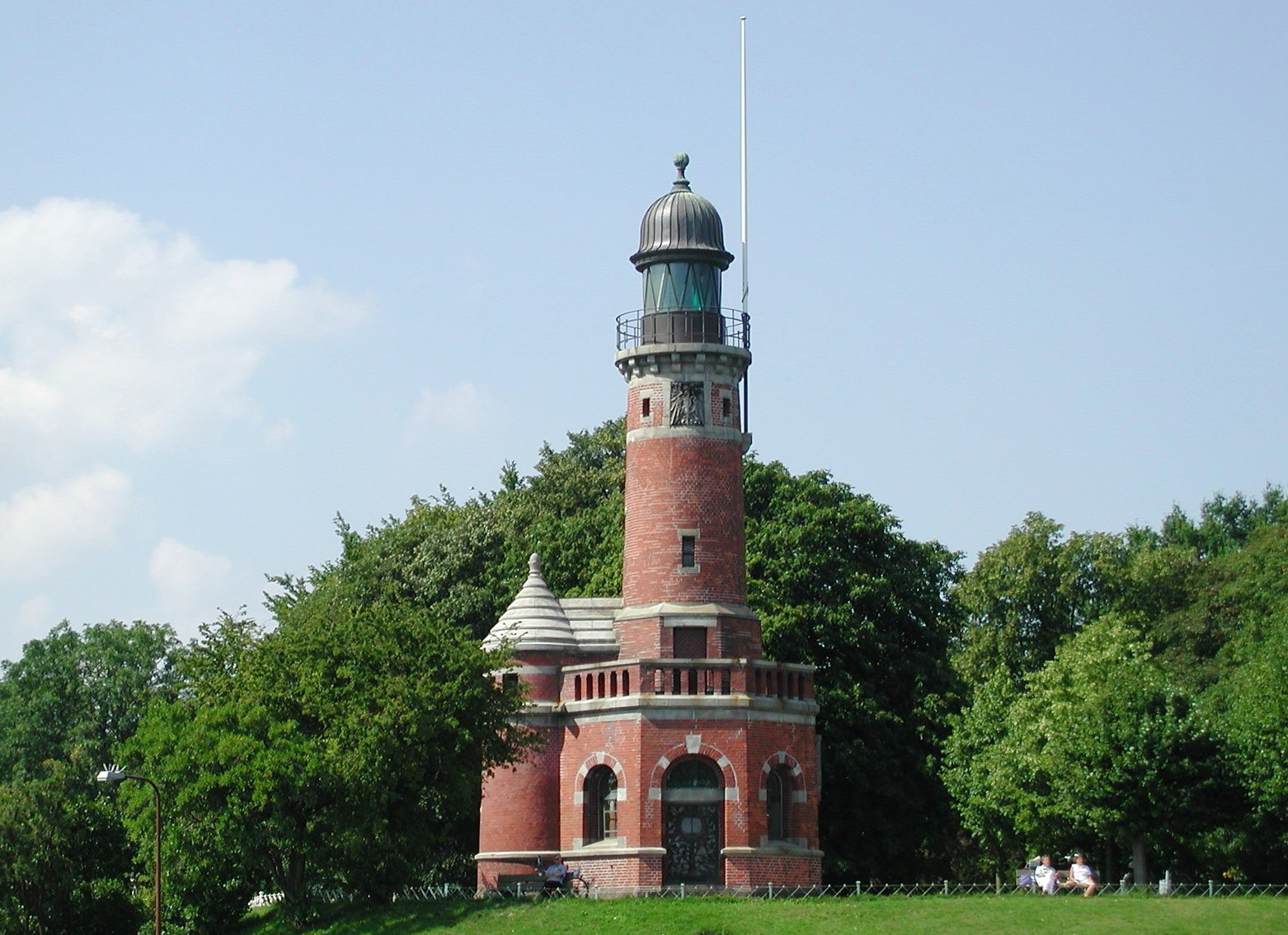
Holtenaus fyr.

- Olympiabyn i Olympiazentrum i Schilksee
- Kielkanalens slussar vid Holtenau
- Holtenaus fyr
- Ostseehalle (Sparkassen Arena) THW Kiels hemmaarena

### I omgivningarna
- Laboes marina minnesmärke
- U 995 i Laboe
- Ubåtsminnesmärket Möltenort

## Museer (urval)

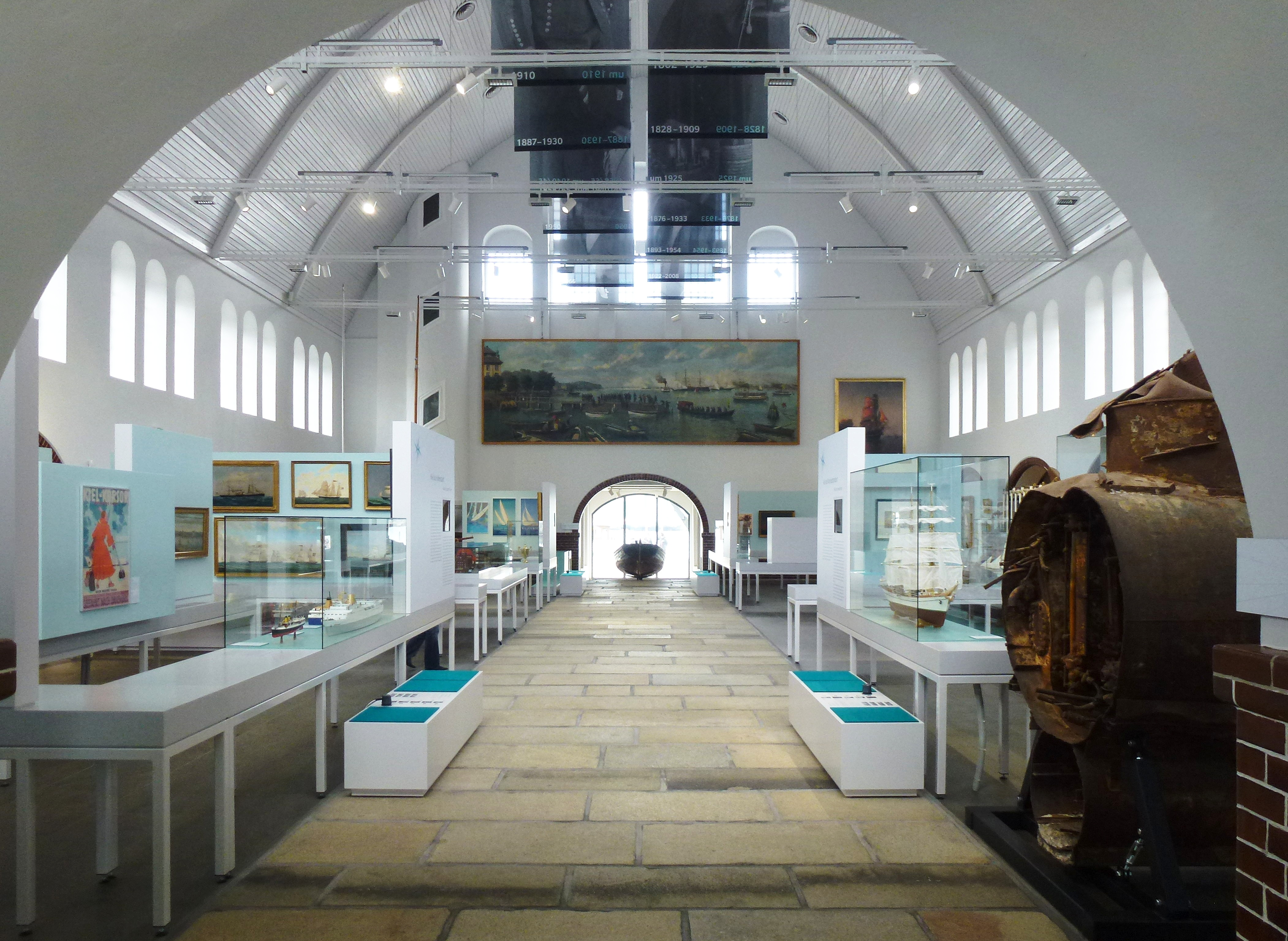
Sjöfartsmuseet.

- Botaniska trädgården Kiel (Botanischer Garten Kiel)
- Datormuseum (Computermuseum der Fachhochschule Kiel)
- Gamla gjuteriet Kiel (Industriemuseum Howaldtsche Metallgießerei)
- Konsthallen Kiel (Kunsthalle Kiel)
- Maskinmuseet Kiel-Wik (Maschinenmuseum Kiel-Wik)
- Sjöfartsmuseet med museihamn (Schifffahrtsmuseum)
- Stadsmuseum i Warleberger Hof
- Zoologiskt museum Kiel (Zoologisches Museum Kiel)

## Personligheter födda i Kiel (urval)
- Kristina av Holstein-Gottorp (1573–1625)
- Peter III av Ryssland (1728–1762)
- Henri Lehmann (1814–1882)
- Detlev von Liliencron (1844–1909)
- Max Planck (1858–1947)
- Walter Schirren (1889–1970)

## Vänorter
| Frankrike      | Brest (Frankrike), sedan 1964                  |
| Storbritannien | Coventry (Storbritannien), sedan 1967          |
| Finland        | Vasa (Finland), sedan 1967                     |
| Polen          | Gdynia (Polen), sedan 1985                     |
| Estland        | Tallinn (Estland), sedan 1986                  |
| Tyskland       | Stralsund (Mecklenburg-Vorpommern), sedan 1987 |
| Ryssland       | Kaliningrad (Ryssland), sedan 1992             |
| Ryssland       | Sovjetsk (Ryssland), sedan 1992                |